# Прощание по-ирландски
«Прощание по-ирландски» (англ. An Irish Goodbye) — короткометражный художественный фильм Тома Беркли и Росса Уайта, который вышел на экраны в 2022 году. Главные роли в нём сыграли Джеймс Мартин, Шеймус О’Хара, Пэдди Дженкинс, Мишель Фэрли. Фильм получил премию «Оскар» в номинации «Лучший игровой короткометражный фильм».

## Сюжет
Главный герой фильма, Тёрлоу Мак-Кэффри, приезжает на родную ферму в Ольстере, чтобы похоронить мать. Он находит список желаний матери, которые теперь должен выполнить совместно с младшим братом.

## В ролях
- Джеймс Мартин
- Шеймус О’Хара
- Пэдди Дженкинс,
- Мишель Фэрли

## Восприятие
«Прощание по-ирландски» получило премию «Оскар» в номинации «Лучший игровой короткометражный фильм» и премию BAFTA в номинации «Лучший короткометражный фильм».